# Roger Levy
Roger Levy (1950. december 14. –) angol sci-fi-szerző, fogorvos.

## Munkássága
Kevés elbeszélést írt, viszont három regénye is megjelent. Az elsőben Reckless Sleep (2001) a virtuális valóság határaival foglalkozik. Ennek a folytatása a Dark Hevaens (2004). Harmadik könyvét a 2006-ban megjelent Icarust Brit SF-díjra is jelölték. Ebben a csillagok meghódításáról ír.
2 novellája jelent meg magyarul a Galaktika hasábjain (180. és 229. szám)